# هنيس
هنيس (بالكردية: Xinûs)‏؛ (بالأرمنية: Խնուս)‏ هي بلدة تابعة لمحافظة أرضروم في منطقة شرق الأناضول، تركيا. يبلغ عدد السكان 9،792. وهي من المدن الكردية.